# Pearsonia bracteata
Pearsonia bracteata là một loài thực vật có hoa trong họ Đậu. Loài này được (Benth.) Polhill miêu tả khoa học đầu tiên.